# Turnham Green
Turnham Green is een gebied in het Londense bestuurlijke gebied Hounslow, in de regio Groot-Londen.
In Turnham Green speelde zich een strijd af, ten tijde van de Engelse Burgeroorlog in 1642.